# Choretrum pritzelii
Choretrum pritzelii är en tvåhjärtbladig växtart som beskrevs av Friedrich Ludwig Diels. Choretrum pritzelii ingår i släktet Choretrum och familjen Amphorogynaceae. Inga underarter finns listade i Catalogue of Life.